# سهيل العبدول
سهيل العبدول (1 يناير1959-) مخرج ورجل أعمال إماراتي.

## حياته
ولد في إمارة دبي  ، تزوج ثلاث مرات. الزوجة الأولى إماراتية والزوجة الثانية كانت الفنانة ديانا حداد عام 1995 أنجب منها إبنتين صوفي وميرا، أشهرت ديانا إسلامها على يده وفي العام 2009 انفصلا بشكل ودي. تزوج بعدها للمرة الثالثة بعد فترة قصيرة من سكرتيرته «فاتن علي»  ورزق بإبنه راشد وابنته هند وابنه عمر 

## مشواره المهني
قام بإخراج ثلاثين فيديو كليب وكان المخرج الوحيد الذي تعاملت معه ديانا حداد حتى العام 2004 عندما اختارت ديانا أن تتعامل مع مخرجين آخرين وأخرج أيضا ثلاثة فيديو كليبات للفنانة أحلام الشامسي التي حصل بينه وبينها خلاف، وللفنان اللبناني جاد نخلة في كليب بنت بلادي وللفنان الإماراتي عيضة المنهالي في كليب مهما جرى، كان له خلافات مع إيلي ديب زوج نوال الزغبي السابق، هو صاحب  شركة العبدول للصوتيات كان داعما للشعر ومالك قنوات نجوم التي تحولت من قناة موسيقية إلى قناة عامة عام 2013 وتغيير اسمها إلى "nbs" لكنه أغلقها في العام 2014 وقام باعتزال الإخراج.